# Roman Pufahl
Roman Pufahl (ur. 25 stycznia 1894 w Lwówku, zm. między 20 a 22 kwietnia 1940 w Katyniu) – komandor podporucznik Marynarki Wojennej, kawaler Krzyża Walecznych, ofiara zbrodni katyńskiej.

## Życiorys
Syn Michała i Katarzyny z domu Wize. Po ukończeniu szkoły powszechnej w Budzyniu i szkoły przygotowawczej rozpoczął naukę w Seminarium Nauczycielskim w Rogoźnie. Uczestnik strajku szkolnego. W 1911 wstąpił do szkoły podoficerskiej. W 1914 żołnierz 49 pułku piechoty (6 pomorski) armii Cesarstwa Niemieckiego. Uczestnik bitwy pod Verdun. Odznaczony Krzyżem Żelaznym II klasy. W lipcu 1918 powrócił wraz z 49 pp do Gniezna. Wstąpił do Polskiej Organizacji Wojskowej. Od 28 grudnia 1918 walczył w powstaniu wielkopolskim. Brał udział w rozbrajaniu Niemców w Gnieźnie i w walkach pod Zdziechową. 4 stycznia 1919 skierowany na kurs oficerów łączności w Zgierzu. W lutym 1919 Naczelna Rada Ludowa mianowała go podporucznikiem. W marcu tego roku został przydzielony jako oficer łączności do Grupy gen. Daniela Konarzewskiego w Biedrusku.  W 1923 w stopniu kapitana ze starszeństwem z dniem 1 czerwca 1919 i 41. lokatą w korpusie oficerów zawodowych łączności służył w 3 pułku łączności. W 1924 jako oficer nadetatowy 1 pułku łączności pełnił funkcję szefa służby łączności DOK VIII w Toruniu. 16 lutego 1925 zdawał egzamin sprawdzający dla oficerów. W 1928 był oficerem Dowództwa Wybrzeża Morskiego. Następnie w Komendzie Portu Wojennego Gdynia. W 1933 przeniesiony do Referatu Łączności Kierownictwa Marynarki Wojennej na stanowisko referenta. W 1934 został przeniesiony z korpusu oficerów łączności do korpusu oficerów marynarki wojennej (korpus rzeczno-brzegowy), był w stopniu kapitana marynarki ze starszeństwem z dniem 1 czerwca 1919 i 2. lokatą w korpusie rzeczno-brzegowym. Został awansowany do stopnia komandora podporucznika ze starszeństwem z dniem 19 marca 1939. W marcu 1939 był kierownikiem referatu łączności lądowej i samochodowej Kierownictwa Marynarki Wojennej.
We wrześniu 1939 oficer Szefostwa Łączności KMW. 5 września 1939 wraz z KMW został ewakuowany na wschód. Przed Dereźnem odłączył się od pociągu ewakuacyjnego i dostał do niewoli sowieckiej. Według stanu z 3 kwietnia 1940 był jeńcem obozu w Kozielsku. Między 19 a 21 kwietnia 1940 przekazany do dyspozycji naczelnika smoleńskiego obwodu NKWD – lista wywózkowa 036/1 poz. 46, nr akt 359 z 16.04.1940. Został zamordowany między 20 a 22 kwietnia 1940 przez NKWD w lesie katyńskim. Zidentyfikowany podczas ekshumacji prowadzonej przez Niemców w 1943, wpis w księdze czynności pod datą 01.06.1943. Figuruje na liście AM-262-3708 i liście PCK GARF-134-03708. Przy szczątkach w mundurze znaleziono prawo jazdy, trzy listy, kartę pocztową, scyzoryk oraz zaświadczenie o służbie wojskowej w języku niemieckim.
W Archiwum Robla znajduje się: opis dokumentów i przedmiotów znalezionych przy szczątkach Pufahla (pakiet 03708).
Widniał na liście ofiar opublikowanej w 1943 w Gońcu Krakowskim nr 185, Nowym Kurierze Warszawskim nr 174, Gazecie Ilustrowanej nr 31, Wieściach Polskich nr 37

## Życie prywatne
Żonaty z Józefą z Jankowskich (data zawarcia związku 2 maja 1932). W 1939 mieszkał w Warszawie przy ul. 6 sierpnia 58 m 2.

## Upamiętnienie
- Minister obrony narodowej Aleksander Szczygło decyzją Nr 439/MON z 5 października 2007 awansował go pośmiertnie na stopnień majora. Awans został ogłoszony 9 listopada 2007, w Warszawie, w trakcie uroczystości „Katyń Pamiętamy – Uczcijmy Pamięć Bohaterów”
- Krzyż Kampanii Wrześniowej – zbiorowe, pośmiertne odznaczenie pamiątkowe wszystkich ofiar zbrodni katyńskiej (1 stycznia 1986)

## Ordery i odznaczenia
- Krzyż Walecznych - czterokrotnie[7]
- Srebrny Krzyż Zasługi - za zasługi w służbie wojskowej[19]
- Medal Niepodległości[20]
- Medal Pamiątkowy za Wojnę 1918–1921[4]
- Medal Dziesięciolecia Odzyskanej Niepodległości[4]
- Krzyż Żelazny II klasy